# Баблоян, Ара Саенович
Ара Саенович Баблоян (арм. Արա Սայենի Բաբլոյան; род. 5 мая 1947, Ереван) — армянский учёный в области медицины и врач — детский хирург-уролог, а также государственный и политический деятель. Доктор медицинских наук (1987), профессор (1989). Председатель парламента/Национального Собрания Армении с 2017 по 2019 год.

## Биография
- 1955—1965 — Ереванская средняя школа № 76.
- 1966—1971 — педиатрический факультет Ереванского государственного медицинского института.
- 1970—1972 — работал в поликлинике № 8.
- 1972—1977 — детский хирург и уролог в Ереванской детской клинической больнице № 1.
- С 1977 — защитил кандидатскую диссертацию в Ленинграде. Прошёл по конкурсу и избран на должность ассистента кафедры детской хирургии ЕГМУ.
- 1982—1987 — назначен заведующим отделением урологии 3-й детской клинической больницы Еревана.
- 1987—1989 — защитил докторскую диссертацию в Ленинградском институте педиатрии.
- С 1987 — доцент кафедры детской хирургии Ереванского государственного медицинского института, а с 1989 — профессор.
- 1988 — активно участвовал в спасении детей, пострадавших во время землетрясения, что способствовало внедрению службы детского гемодиализа в Армении.
- 1989 — в Швейцарии и Бельгии прошёл специализацию по пересадке почек.
- С 1990 — основал центр уронефрологии и детской хирургии.
- 1991—1997 — министр здравоохранения Республики Армения.
- 1997—2006 — заведующий кафедрой детской хирургии Ереванского государственного медицинского университета имени Мхитара Гераци.
- 2003 — основал медицинский комплекс «Арабкир» — институт здоровья детей и подростков.
- 2003—2005 — член постоянной комиссии Европейского регионального комитета всемирной организации здоровья. Председатель ассоциации детских хирургов Армении. Член Европейского общества детских урологов, ассоциации детских хирургов Евросоюза, ассоциации нефрологов Швейцарии.
- 2006—2007 — заведующий первой кафедрой педиатрии и детской хирургии Ереванского государственного медицинского университета. Автор 3 научных открытий, 4 монографий и более 160 научных статей.
- 12 мая 2007 — избран депутатом парламента. Член «РПА».
- 7 июня 2007 — избран председателем постоянной комиссии по социальным вопросам, по вопросам здравоохранения, материнства и детства.

## Награды
- Орден «За заслуги перед Отечеством» 2 степени (17 сентября 2016 года) — по случаю 25-летия Независимости Республики Армения, за значительный вклад в развитие здравоохранения и многолетнюю преданность делу[1].
- Медаль Мхитара Гераци (2007).
- Юбилейная медаль «20 лет Вооружённых сил РА» (2012).
- Медаль «За укрепление сотрудничества» Полиции РА.
- Премия Президента РА (28 апреля 2015 года) — за работу «Долгосрочный путь физической и социальной реабилитации пациентов, страдающих хронической почечной недостаточностью в Армении.  Первые Армянские трансплантационные игры»[2].
- Офицер ордена «За заслуги» (Франция, 2005) — за развитие армяно-французских отношений и профессиональное сотрудничество.
- Золотая медаль Ереванского государственного медицинского университета имени Мхитара Гераци (2000) — в связи с 70-летием основания университета.
- Золотая медаль Ереванского государственного медицинского университета имени Мхитара Гераци (2005) — в связи с 75-летием основания университета.
- Почётная грамота мэрии Еревана (2005).
- Благодарность Национального собрания РА (2005).
- Орден «Содружество» (29 ноября 2018 года, Межпарламентская ассамблея СНГ) — за активное участие в деятельности Межпарламентской Ассамблеи и её органов, вклад в укрепление дружбы между народами государств — участников Содружества Независимых Государств[3].
- Юбилейная медаль «МПА СНГ. 20 лет» (11 апреля 2013 года, Межпарламентская ассамблея СНГ) — за вклад в развитие и совершенствование правовых основ функционирования Содружества Независимых Государств, модельного и национального законодательства государств — участников МПА СНГ, а также в укрепление международных связей и межпарламентского сотрудничества[4].